# 稲葉正発
稲葉 正発（いなば まさのり）は、山城淀藩の第9代藩主。正成系稲葉家宗家13代。官位は従五位下、対馬守。幼名は定之助。

## 経歴
文化12年（1815年）、父の死去により跡を継ぐ。文政6年（1823年）6月21日に嗣子無くして23歳で早世し、跡を叔父の正守が継いだ。

## 系譜
父母
- 稲葉正備（父）
- 阿部正倫の娘（母）

正室
- 山内豊策の娘

養子
- 稲葉正守 - 稲葉正諶の七男（叔父）